# Achille Valois
Pour les articles homonymes, voir Achille et Valois.
Achille Valois, né le 12 janvier 1785 à Paris et mort dans la même ville le 17 décembre 1862, est un sculpteur français.
Il fut statuaire de la duchesse d'Angoulême.

## Biographie
Achille Joseph Étienne Valois naît le 12 janvier 1785 au quai de l'École à Paris et il est baptisé le 13 janvier 1785 à l'église Saint-Germain-l'Auxerrois. Il est le fils de Jean-Baptiste Valois, officier fruitier de la Reine, et de Jeanne-Madeleine Lutton, petite-fille et petite-nièce des peintres Hubert et François-Hubert Drouais. Il étudie sous la direction du peintre Jacques-Louis David et du sculpteur Antoine-Denis Chaudet. Il est admis à l'École des beaux-arts de Paris le 12 mars 1804. Il obtient le second grand prix de Rome en 1808 sur le sujet Dédale mettant des ailes à son fils Icare, mais ne va pas à Rome à ce moment-là. Il débute au Salon de 1814 avec un buste de Louis XVIII réalisé d’après nature.
Caporal de grenadiers dans le 1er bataillon de la 11e légion de la Garde nationale dès l'organisation décrétée le 8 janvier 1814, ses états de service lui valent d'être décoré du Lys par ordonnance royale du 5 août 1814. En mars 1815, il fuit Paris et son régiment de grenadiers pour ne pas être mis au service de Napoléon Ier revenant, lors de l'épisode des Cent-Jours. Ce voyage, entrepris aussi pour rejoindre Madame et le duc d'Angoulême, le mène tantôt à pied, tantôt à cheval, de Paris à Tours, Poitiers, Bordeaux, Toulouse où il s'embarque sur le canal du Midi pour Béziers, Nîmes et Marseille. II y assiste à la reddition de Napoléon sous la poussée des armées alliées le 22 juin 1815. Son obstination à vouloir rejoindre les représentants de la monarchie lui vaudra d'obtenir le brevet de statuaire de la duchesse d'Angoulême le 6 février 1816.
De mars à juin 1820, il effectue un voyage personnel et artistique en Italie.
Le 27 novembre 1820, il épouse Caroline Eulalie Picot de Chemeteau, fille de Jean-Baptiste Alexandre Picot de Chemeteau et d'Élizabeth Pierrette Langoisseur de la Vallée, dont il aura quatre enfants.
Il est nommé chevalier de la Légion d'honneur en 1825. Il cesse d'exposer à partir de 1847.
Achille Valois meurt le 17 décembre 1862 au 13, rue de l'Abbaye dans le 6e arrondissement de Paris, ville où il est inhumé au cimetière du Montparnasse le 19 décembre 1862.

## Œuvres

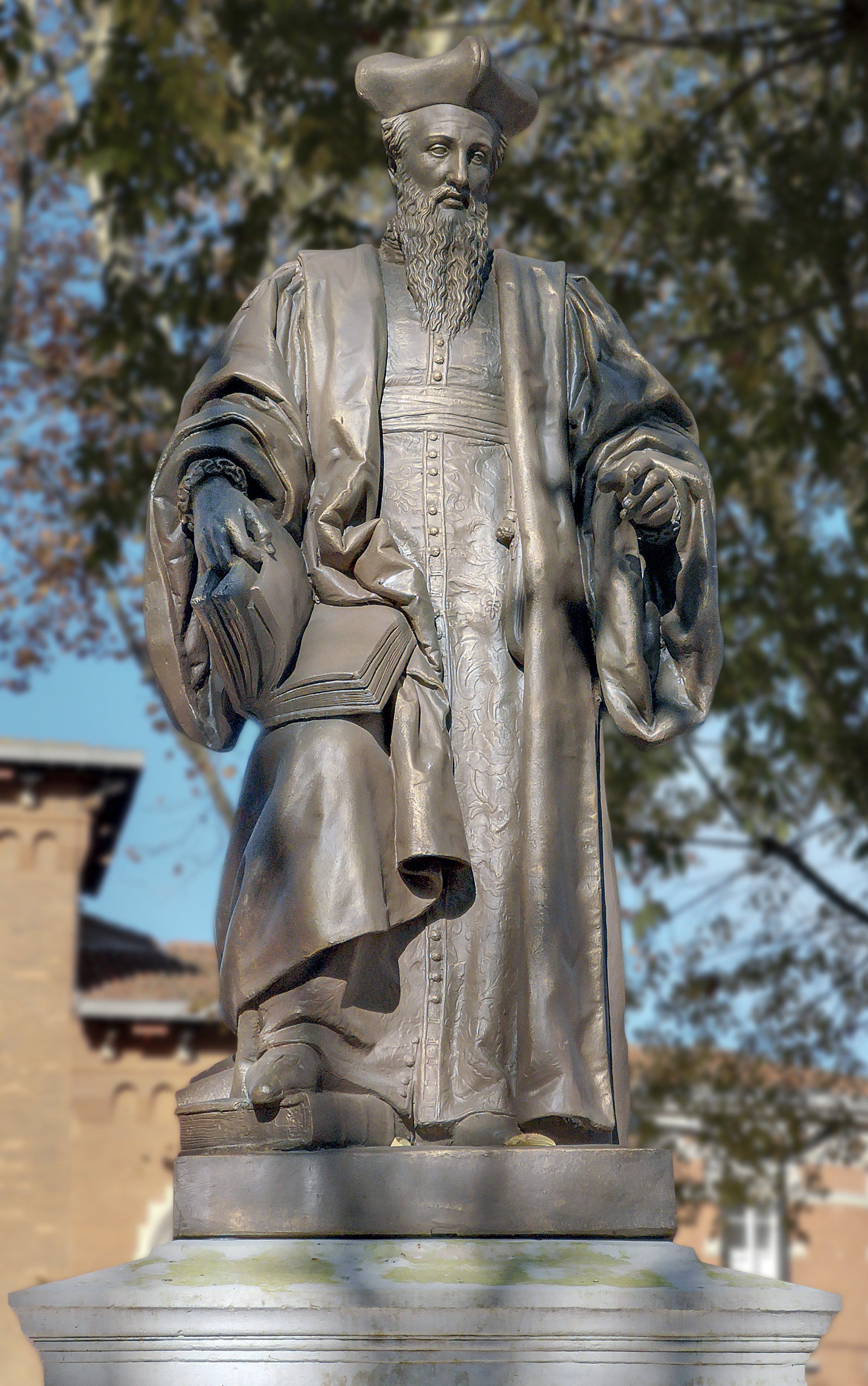
Détail du Monument à Cujas, Toulouse, place du Salin.

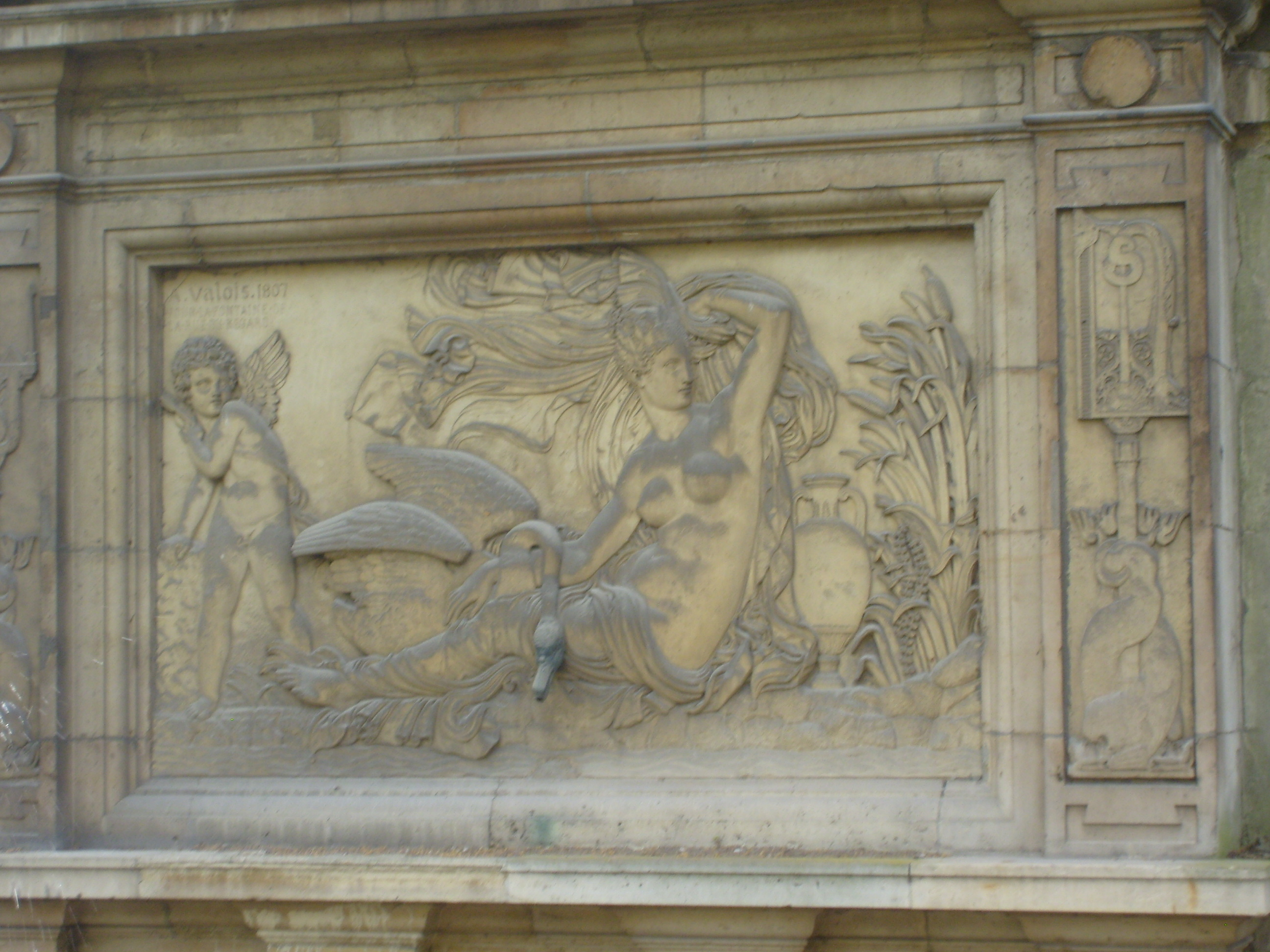
Léda et Jupiter métamorphosé en cygne (1807), bas-relief de la fontaine de Léda du jardin du Luxembourg à Paris.

- 1807 : Léda et Jupiter métamorphosé en cygne, bas-relief en pierre de la fontaine de Léda, incorporée sous le Second Empire à la fontaine Médicis du jardin du Luxembourg à Paris.
- 1811 : ornement du fronton de la chapelle de l'hôpital de Versailles (avec Guignet).
- 1814 : Buste de Louis XVIII, Paris, musée du Louvre, aile Richelieu, premier étage, section 76.
- 1817 : La Duchesse d’Angoulême, buste en marbre, musée des Beaux-Arts de Bordeaux
- 1817 : Louis XVIII, buste en marbre, crypte de la basilique Saint-Denis à Saint-Denis.
- 1817 : Chaudet, Salons de 1817 et 1819, buste en marbre, Paris, musée du Louvre.
- 1823 : Le Départ d'Espagne de l'armée française, bas-relief en plâtre, Marnes-la-Coquette, château de Villeneuve-l'Étang.
- 1827 : Louis XVI, statue en marbre, Montpellier puis Louisville, Metro Hall (en partie mutilé en mai 2020)[4].
- 1827 : Louis XVII enchaîné, buste en marbre, dépot du Louvre au musée national du château de Versailles[5]
- 1827 : Charles X, buste en marbre, Lunéville.
- 1833 : deux bas-reliefs figurant un carabinier nu et un lancier nu pour une façade de l'arc de triomphe de l'Étoile à Paris.
- 1833 : François Ier, buste en marbre, localisation inconnue[réf. nécessaire]. Le modèle en plâtre est conservé au château de Versailles.
- 1841 : Buste de Léonie Goupil, nièce du sculpteur, Paris, musée du Louvre.
- 1850 : Monument à Cujas, statue en bronze d'après un modèle en plâtre de 1837, envoyée à la fonte en 1942 sous le régime de Vichy, une réplique en résine bronze l'a remplacée en 1990, Toulouse, place du Salin[6],[7].
- 1858 : groupe d'enfants en bronze, Paris, jardin du Luxembourg.

### Œuvres non datées
- Étude de jeune fille, médaille d’or, localisation inconnue[réf. nécessaire].
- Statue dans la grande cour de la faculté de droit de Paris.
- Michel de l'Hôpital, statue, Paris, palais du Luxembourg, salle des Pairs.
- Sculptures de la fontaine de la Concorde (fontaine maritime, La Pêche des coquillages, La Pêche des perles), Paris, place de la Concorde.
- Le Maréchal de camp Richer-Drouet, buste en marbre, localisation inconnue[réf. nécessaire].
- Louis Duc d’Orléans, buste en marbre, d’après Cressent, localisation inconnue[réf. nécessaire].
- Le Général de division comte de Caulaincourt, buste en marbre, localisation inconnue[réf. nécessaire].
- Le Roi Charles V dit le Sage, statue en marbre, localisation inconnue[réf. nécessaire].
- Godefroy de Bouillon, statue en plâtre, localisation inconnue[réf. nécessaire].
- Michel de L’Hôpital, statue en marbre, localisation inconnue[réf. nécessaire].
- Fontaine Censier à Paris.
- Statue de sainte Geneviève, Paris, église Saint-Étienne-du-Mont.
- Le cénotaphe élevé aux ducs de Berry et d'Enghien, église Saint-Martin de Verneuil-sur-Seine.
- Daphnis et Chloé, ou La Leçon de flûte, groupe à grandeur naturelle, localisation inconnue[réf. nécessaire].
- Marius sur les ruines de Carthage, localisation inconnue[réf. nécessaire].
- L'Amitié, figure placée sur le tombeau d'un jeune homme, localisation inconnue[réf. nécessaire].
- Descente de croix, groupe en terre cuite, ancienne collection du marquis de Montmorency à Beauménil, localisation inconnue[réf. nécessaire].
- Psyché, acquis par la Société des amis des arts, localisation inconnue[réf. nécessaire].
- Un grand nombre de bustes en marbre tels que celui de Louis XVIII, plusieurs fois exécuté et gravé en petit par M. Audoin et en grand par Antoine Maxime Monsaldy, localisations inconnues[réf. nécessaire].
- Buste de Louis XVIII, Paris, tribunal de commerce, palais de la Bourse[pas clair].
- Buste de Charles X, donné par le roi à la ville de Lunéville.
- Buste du duc Matthieu de Montmorency, localisation inconnue[réf. nécessaire].

On lui doit encore quelques dessins publiés dans la Collection du Musée par Laurent et Robillard.
Il a exposé au Musée royal ou impérial, en 1814, le buste en marbre de Louis XVIII, commandé par la Chambre des députés, et en 1817, le buste de la duchesse d'Angoulême, commandé par le Gouvernement.